# Viticoltura in Friuli-Venezia Giulia
La viticoltura in Friuli-Venezia Giulia è l'insieme delle attività di coltivazione di uva e produzione di vino svolte nella regione.

## Storia
La viticoltura in Friuli-Venezia Giulia è sempre stata seguita dai Romani, Bizantini, Veneziani e Asburgici. Il territorio fu conquistato dai Romani, che la chiamarono Forum Julii. La produzione ebbe molti sviluppi con la dominazione Veneziana e Asburgica fino ad arrivare nel 1800 con la filossera. In Friuli ci sono tante varietà di vini pregiati.

## Vitigni

### Autoctoni
| Provincia | Bacca  | Descrizione | Immagine |
| --------- | ------ | ----------- | -------- |
| Glera     | Bianca |             |          |

## Vini

### DOCG
- Colli Orientali del Friuli Picolit (bianco) prodotto nella provincia di Udine anche con la sottozona Cialla
- Ramandolo (bianco) prodotto nella provincia di Udine
- Rosazzo prodotto nella provincia di Udine.
- Lison (bianco) DOCG interregionale unitamente al Veneto, prodotto in provincia di Venezia e provincia di Treviso (Veneto) e nella provincia di Pordenone (Friuli - Venezia Giulia).

### DOC
- Carso o Carso-Kras prodotto nelle province di Gorizia e Trieste
  - Carso Rosso (anche riserva)
  - Carso Chardonnay
  - Carso Glera
  - Carso Malvasia (da Malvasia istriana, anche riserva)
  - Carso Pinot grigio
  - Carso Sauvignon (anche riserva)
  - Carso Traminer
  - Carso Vitovska (anche riserva)
  - Carso Cabernet franc
  - Carso Cabernet sauvignon
  - Carso Merlot (anche riserva)
  - Carso Refosco dal peduncolo rosso (anche riserva)
  - Carso Terrano (anche riserva)
- Friuli Colli Orientali prodotto nella provincia di Udine
  - Colli Orientali del Friuli bianco
  - Colli Orientali del Friuli bianco riserva
  - Colli Orientali del Friuli bianco superiore
  - Colli Orientali del Friuli Cabernet
  - Colli Orientali del Friuli Cabernet franc
  - Colli Orientali del Friuli Cabernet franc riserva
  - Colli Orientali del Friuli Cabernet franc superiore
  - Colli Orientali del Friuli Cabernet riserva
  - Colli Orientali del Friuli Cabernet Sauvignon
  - Colli Orientali del Friuli Cabernet Sauvignon riserva
  - Colli Orientali del Friuli Cabernet Sauvignon superiore
  - Colli Orientali del Friuli Cabernet superiore
  - Colli Orientali del Friuli Chardonnay
  - Colli Orientali del Friuli Chardonnay riserva
  - Colli Orientali del Friuli Chardonnay superiore
  - Colli Orientali del Friuli Malvasia Istriana
  - Colli Orientali del Friuli Malvasia riserva
  - Colli Orientali del Friuli Malvasia superiore
  - Colli Orientali del Friuli Merlot
  - Colli Orientali del Friuli Merlot riserva
  - Colli Orientali del Friuli Merlot superiore
  - Colli Orientali del Friuli Pignolo
  - Colli Orientali del Friuli Pignolo riserva
  - Colli Orientali del Friuli Pignolo superiore
  - Colli Orientali del Friuli Pinot bianco
  - Colli Orientali del Friuli Pinot bianco riserva
  - Colli Orientali del Friuli Pinot bianco superiore
  - Colli Orientali del Friuli Pinot grigio
  - Colli Orientali del Friuli Pinot grigio riserva
  - Colli Orientali del Friuli Pinot grigio superiore
  - Colli Orientali del Friuli Pinot nero
  - Colli Orientali del Friuli Pinot nero riserva
  - Colli Orientali del Friuli Pinot nero superiore
  - Colli Orientali del Friuli Ramandolo
  - Colli Orientali del Friuli Ramandolo classico
  - Colli Orientali del Friuli Refosco dal peduncolo rosso
  - Colli Orientali del Friuli Refosco dal peduncolo rosso riserva
  - Colli Orientali del Friuli Refosco dal peduncolo rosso superiore
  - Colli Orientali del Friuli Ribolla Gialla riserva
  - Colli Orientali del Friuli Ribolla Gialla superiore
  - Colli Orientali del Friuli Riesling Renano
  - Colli Orientali del Friuli Riesling riserva
  - Colli Orientali del Friuli Riesling superiore
  - Colli Orientali del Friuli rosato
  - Colli Orientali del Friuli rosato riserva
  - Colli Orientali del Friuli rosato superiore
  - Colli Orientali del Friuli rosso
  - Colli Orientali del Friuli rosso riserva
  - Colli Orientali del Friuli rosso superiore
  - Colli Orientali del Friuli Sauvignon
  - Colli Orientali del Friuli Sauvignon riserva
  - Colli Orientali del Friuli Sauvignon superiore
  - Colli Orientali del Friuli Schioppettino
  - Colli Orientali del Friuli Schioppettino riserva
  - Colli Orientali del Friuli Schioppettino superiore
  - Colli Orientali del Friuli Tazzelenghe
  - Colli Orientali del Friuli Tazzelenghe riserva
  - Colli Orientali del Friuli Tazzelenghe superiore
  - Colli Orientali del Friuli Tocai Friulano
  - Colli Orientali del Friuli Tocai Friulano riserva
  - Colli Orientali del Friuli Tocai Friulano superiore
  - Colli Orientali del Friuli Traminer aromatico riserva
  - Colli Orientali del Friuli Traminer aromatico superiore
  - Colli Orientali del Friuli Verduzzo Friulano
  - Colli Orientali del Friuli Verduzzo Friulano riserva
  - Colli Orientali del Friuli Verduzzo Friulano superiore
- Colli Orientali del Friuli Cialla prodotto nella provincia di Udine
  - Colli Orientali del Friuli Cialla bianco
  - Colli Orientali del Friuli Cialla Refosco dal peduncolo rosso
  - Colli Orientali del Friuli Cialla Refosco dal peduncolo rosso riserva
  - Colli Orientali del Friuli Cialla Ribolla Gialla
  - Colli Orientali del Friuli Cialla rosso
  - Colli Orientali del Friuli Cialla Schioppettino
  - Colli Orientali del Friuli Cialla Schioppettino riserva
  - Colli Orientali del Friuli Cialla Verduzzo Friulano
- Colli Orientali del Friuli Rosazzo prodotto nella provincia di Udine
  - Colli Orientali del Friuli Rosazzo Picolit
  - Colli Orientali del Friuli Rosazzo Picolit riserva
  - Colli Orientali del Friuli Rosazzo Pignolo
  - Colli Orientali del Friuli Rosazzo Ribolla Gialla
  - Colli Orientali del Friuli Rosazzo rosso
- Collio Goriziano o Collio Goriziano prodotto nella provincia di Gorizia
  - Collio Goriziano Bianco (anche riserva)
  - Collio Goriziano Chardonnay (anche riserva)
  - Collio Goriziano Malvasia (da Malvasia Istriana, anche riserva))
  - Collio Goriziano Muller Thurgau (anche riserva)
  - Collio Goriziano Picolit
  - Collio Goriziano Pinot bianco (anche riserva)
  - Collio Goriziano Pinot grigio (anche riserva)
  - Collio Goriziano Ribolla o Ribolla gialla (anche riserva)
  - Collio Goriziano Riesling (Riesling renano, anche riserva))
  - Collio Goriziano Riesling italico (anche riserva)
  - Collio Goriziano Sauvignon (anche riserva)
  - Collio Goriziano Friulano (da Tocai friulano, anche riserva)
  - Collio Goriziano Traminer aromatico (anche riserva)
  - Collio Goriziano Rosso (anche riserva)
  - Collio Goriziano Cabernet (anche riserva)
  - Collio Goriziano Cabernet franc (anche riserva)
  - Collio Goriziano Cabernet sauvignon (anche riserva)
  - Collio Goriziano Merlot (anche riserva)
  - Collio Goriziano Pinot nero (anche riserva)
- Friuli Annia prodotto nella provincia di Udine
  - Friuli Annia Bianco (anche frizzante)
  - Friuli Annia Rosato (anche frizzante)
  - Friuli Annia Rosso (anche riserva)
  - Friuli Annia Merlot (anche riserva)
  - Friuli Annia Cabernet franc (anche riserva)
  - Friuli Annia Cabernet sauvignon (anche riserva)
  - Friuli Annia Refosco dal peduncolo rosso (anche riserva)
  - Friuli Annia Tocai friulano
  - Friuli Annia Pinot bianco (anche frizzante)
  - Friuli Annia Pinot grigio
  - Friuli Annia Verduzzo friulano (anche frizzante)
    - Friuli Annia Traminer aromatico

  - Friuli Annia Sauvignon
  - Friuli Annia Chardonnay (anche frizzante)
  - Friuli Annia Malvasia (anche frizzante)
  - Friuli Annia Spumante (da Chardonnay o Pinot bianco)
- Friuli Aquileia prodotto nella provincia di Udine
  - Friuli Aquileia Bianco
  - Friuli Aquileia Bianco superiore
  - Friuli Aquileia Cabernet
  - Friuli Aquileia Cabernet superiore
  - Friuli Aquileia Cabernet franc
  - Friuli Aquileia Cabernet franc superiore
  - Friuli Aquileia Cabernet sauvignon
  - Friuli Aquileia Cabernet sauvignon superiore
  - Friuli Aquileia Chardonnay
  - Friuli Aquileia Chardonnay frizzante
  - Friuli Aquileia Chardonnay spumante
  - Friuli Aquileia Chardonnay superiore
  - Friuli Aquileia Malvasia Istriana
  - Friuli Aquileia Malvasia Istriana frizzante
  - Friuli Aquileia Malvasia Istriana superiore
  - Friuli Aquileia Merlot
  - Friuli Aquileia Merlot superiore
  - Friuli Aquileia Muller Thurgau
  - Friuli Aquileia Muller Thurgau frizzante
  - Friuli Aquileia Muller Thurgau superiore
  - Friuli Aquileia Novello
  - Friuli Aquileia Pinot bianco
  - Friuli Aquileia Pinot bianco superiore
  - Friuli Aquileia Pinot grigio
  - Friuli Aquileia Pinot grigio superiore
  - Friuli Aquileia Refosco dal peduncolo rosso
  - Friuli Aquileia Refosco dal peduncolo rosso superiore
  - Friuli Aquileia Riesling
  - Friuli Aquileia Riesling superiore
  - Friuli Aquileia Rosato
  - Friuli Aquileia Rosato frizzante
  - Friuli Aquileia Rosato superiore
  - Friuli Aquileia Rosso
  - Friuli Aquileia Rosso superiore
  - Friuli Aquileia Sauvignon
  - Friuli Aquileia Sauvignon superiore
  - Friuli Aquileia Friulano
  - Friuli Aquileia Friulano superiore
  - Friuli Aquileia Traminer aromatico
  - Friuli Aquileia Traminer aromatico superiore
  - Friuli Aquileia Verduzzo friulano
  - Friuli Aquileia Verduzzo friulano superiore
- Friuli Grave prodotto nelle province di Pordenone e Udine
  - Friuli Grave Bianco (anche superiore)
  - Friuli Grave Rosso (anche superiore)
  - Friuli Grave Novello
  - Friuli Grave Rosato (anche frizzante)
  - Friuli Grave Chardonnay (anche spumante e frizzante)
  - Friuli Grave Pinot bianco (anche superiore, spumante e frizzante)
  - Friuli Grave Pinot grigio (anche superiore)
  - Friuli Grave Riesling (anche superiore)
  - Friuli Grave Sauvignon (anche superiore)
  - Friuli Grave Friulano (anche superiore)
  - Friuli Grave Traminer aromatico (anche superiore)
  - Friuli Grave Verduzzo friulano (anche superiore e frizzante)
  - Friuli Grave Cabernet (anche superiore)
  - Friuli Grave Cabernet franc (anche superiore)
  - Friuli Grave Cabernet sauvignon (anche superiore)
  - Friuli Grave Merlot (anche superiore)
  - Friuli Grave Pinot nero (anche superiore e spumante)
  - Friuli Grave Refosco dal peduncolo rosso (anche superiore)
  - Friuli Grave Spumante
- Friuli Isonzo o Isonzo del Friuli prodotto nella provincia di Gorizia
  - Friuli Isonzo Bianco
  - Friuli Isonzo Bianco frizzante
  - Friuli Isonzo Rosso
  - Friuli Isonzo Rosso frizzante
  - Friuli Isonzo Rosato
  - Friuli Isonzo Rosato frizzante
  - Friuli Isonzo Vendemmia tardiva
  - Friuli Isonzo Chardonnay
  - Friuli Isonzo Malvasia
  - Friuli Isonzo Moscato giallo
  - Friuli Isonzo Pinot bianco
  - Friuli Isonzo Pinot grigio
  - Friuli Isonzo Riesling Italico
  - Friuli Isonzo Riesling
  - Friuli Isonzo Sauvignon
  - Friuli Isonzo Friulano
  - Friuli Isonzo Traminer aromatico
  - Friuli Isonzo Verduzzo friulano
  - Friuli Isonzo Chardonnay spumante
  - Friuli Isonzo Moscato giallo spumante
  - Friuli Isonzo Pinot spumante
  - Friuli Isonzo Verduzzo friulano spumante
  - Friuli Isonzo Cabernet (da Cabernet franc e/o Cabernet sauvignon)
  - Friuli Isonzo Cabernet franc
  - Friuli Isonzo Cabernet sauvignon
  - Friuli Isonzo Merlot
  - Friuli Isonzo Franconia
  - Friuli Isonzo Moscato rosa
  - Friuli Isonzo Pignolo
  - Friuli Isonzo Pinot nero
  - Friuli Isonzo Refosco dal peduncolo rosso
  - Friuli Isonzo Schioppettino
  - Friuli Isonzo Rosso spumante
  - Friuli Isonzo Moscato rosa spumante
- Friuli Latisana prodotto nella provincia di Udine
  - Friuli Latisana Merlot (anche nella tipologia novello e nelle menzioni superiore e riserva)
  - Friuli Latisana Cabernet franc (anche nella tipologia novello e nelle menzioni superiore e riserva)
  - Friuli Latisana Cabernet sauvignon (anche nella tipologia novello e nelle menzioni superiore e riserva)
  - Friuli Latisana Cabernet (anche nella tipologia novello e nelle menzioni superiore e riserva)
  - Friuli Latisana Carmenere (anche nella tipologia novello e nelle menzioni superiore e riserva)
  - Friuli Latisana Franconia (anche nella tipologia novello e nelle menzioni superiore e riserva)
  - Friuli Latisana Refosco dal peduncolo rosso (anche nella tipologia novello e nelle menzioni superiore e riserva)
  - Friuli Latisana Pinot nero (anche nelle tipologie frizzante e spumante e nelle menzioni superiore e riserva)
  - Friuli Latisana Rosato (anche nella tipologia frizzante)
  - Friuli Latisana Rosso (anche nelle menzioni superiore e riserva)
  - Friuli Latisana Pinot bianco (anche nelle tipologie frizzante e spumante)
  - Friuli Latisana Pinot grigio
  - Friuli Latisana Tocai friulano o Friulano (anche nelle menzioni superiore e riserva)
  - Friuli Latisana Verduzzo friulano (anche nella tipologia frizzante)
  - Friuli Latisana Traminer aromatico
  - Friuli Latisana Sauvignon
  - Friuli Latisana Chardonnay (anche nelle tipologie frizzante e spumante e nelle menzioni superiore e riserva)
  - Friuli Latisana Malvasia (anche nelle tipologie frizzante e spumante)
  - Friuli Latisana Riesling
  - Friuli Latisana Bianco (anche nelle menzioni superiore e riserva)
  - Friuli Latisana Passito
- Lison-Pramaggiore DOC interregionale prodotta nelle province di Pordenone (Friuli-Venezia Giulia) e Venezia e Treviso (Veneto)
  - Lison-Pramaggiore Cabernet
  - Lison-Pramaggiore Cabernet franc
  - Lison-Pramaggiore Cabernet franc riserva
  - Lison-Pramaggiore Cabernet riserva
  - Lison-Pramaggiore Cabernet sauvignon
  - Lison-Pramaggiore Cabernet sauvignon riserva
  - Lison-Pramaggiore Chardonnay
  - Lison-Pramaggiore Merlot
  - Lison-Pramaggiore Merlot riserva
  - Lison-Pramaggiore Merlot rosato
  - Lison-Pramaggiore Pinot bianco
  - Lison-Pramaggiore Pinot grigio
  - Lison-Pramaggiore Refosco dal peduncolo rosso
  - Lison-Pramaggiore Riesling italico
  - Lison-Pramaggiore Sauvignon
  - Lison-Pramaggiore Tocai italico
  - Lison-Pramaggiore Tocai italico classico
  - Lison-Pramaggiore Verduzzo
- Prosecco

### IGT
- Alto Livenza (Bianco nelle tipologie normale e Frizzante; Rosato nelle tipologie normale e Frizzante; Rosso nelle tipologie normale, Frizzante e Novello); IGT interregionale prodotta nelle province di Pordenone (Friuli-Venezia Giulia) e Treviso (Veneto).
- delle Venezie (Bianco nelle tipologie normale e Frizzante; Rosato nelle tipologie normale e Frizzante; Rosso nelle tipologie normale, Frizzante e Novello); IGT interregionale prodotta nelle province di Gorizia, Pordenone, Trieste e Udine (Friuli-Venezia Giulia), Trento (Trentino-Alto Adige), Belluno, Padova, Rovigo, Treviso, Venezia, Verona e Vicenza (Veneto).
- Venezia Giulia (Bianco nelle tipologie normale e Frizzante; Rosato nelle tipologie normale e Frizzante; Rosso nelle tipologie normale, Frizzante e Novello) prodotto nelle province di Gorizia, Pordenone, Trieste e Udine.